# Eight base
Eight Base（エイト ベース）とは、DJ、音楽プロデューサー、トラックメイカーの音楽ユニットである。ファッション系、クラブ系の音楽を基本に、アーティストのプロデュースにて活動。

## 概要
ピチカート・ファイヴの小西康陽が主宰するレーベル「readymade」の岩村学とDJkamikazeが主宰。各方面にて活躍している音楽プロデューサー・DJ・作曲家・ディレクターが「リアルな音楽・カルチャーを日本から世界へ発信する」というテーマに賛同し、多くのクリエイターが集う。現在青山Veloursにて定期イベント「Eight factorial」を拠点に、台湾・上海・大連・香港・ヨーロッパ各国へのネットワークを活かし、音楽・ファッション業界を中心に活動。